# Rashtrakuta
753–982
Entités précédentes :
- Chalukya

Entités suivantes :
- Chalukya occidentaux

La dynastie Rashtrakuta est une dynastie indienne ayant régné sur le Dekkan entre 753 et 982.
À l'origine tributaires des Chalukya de Badami, les cinq premiers souverains de la dynastie ne sont que de simples rajas (Dantivarman, Indra Ier, Govinda Ier, Kakka ou Karka Ier et Indra II). Puis la dynastie s'installe en 753 à Malkhed dans la haute vallée de la Godaveri, apres avoir vaincu et dépossédé les Chalukya de Vatapi. De simples rajas, les souverains Rashtrakuta deviennent maharajas (empereurs). Leur royaume devient une grande puissance considérée par les voyageurs arabes à l'égal de la Chine. Enrichie grâce au commerce avec le monde islamique, elle parvient à lancer de grandes campagnes militaires vers le bassin du Gange sous le règne de Dhruva (780-793), qui s'empare de Kânnauj et vainc les dynasties rivales des Pratihâra et des Pala. Après sa mort l'empire Rashtrakuta  connaît une éclipse avant de retrouver sa puissance sous le règne de Krishna III (939-967) qui soumet les Chola (949), les Chera et les Pandya jusqu’à l’extrême sud de l’Inde. L'empire décline sous son successeur Khottiga, et le roi paramara Siyaka de Mâlwa met Malkhed à sac au printemps 972. Kakka II (ou Karka II) succède à Khottiga, mort en septembre, mais est chassé cinq mois plus tard par le prince Tailapa II qui établit la dynastie des Châlukya de Kalyani. Le dernier Rastrakuta, Indra IV se réfugie auprès du roi Ganga Narasimha II puis meurt en 982.

## Liste des souverains Rashtrakuta

### Premiers rajas
- Dantivarman I
- Indra I, son fils
- Karka ou Kakka I, son fils
- Indra II, son fils aîné

## Maharajas
- Dantidurga (ou Dantivarman II) (735–756), fils d'Indra II
- Krishna I (en) (756–774), frère cadet d'Indra II
- Govinda II (en) (774–780), son fils aîné
- Dhruva Dharavarsha (en) (780–793), son frère cadet
- Govinda III (en) (793–814),  son fils
- Amoghavarsha I (en) (814–878), son fils
- Krishna II (en) Akalavarsha (878–914), son fils
- Indra III (en) (914–929), petit-fils de Krishna II
- Amoghavarsha II (en) (929–930), son fils aîné, déposé par son frère
- Govinda IV (en) (930–936), son frère cadet
- Amoghavarsha III (en) (936–939), frère cadet d'Indra III et oncle des deux précédents
- Krishna III (en) (939–967), son fils aîné
- Khottiga Amoghhavarsha IV (en) (967–972), son frère
- Karka II Amoghavarsha V (en) (972–973), neveu des deux précédents
- Indra IV (en) (973–982)

Renversé en 973 par le Chalukya de Kalyani Tailapa II (en) (973-997)

### deLata
- Indra (807–818) (Bruder von Govinda III.)
- Karka und Govinda (818–826)
- Dhruva II. (835–845)
- Akalavarsha Shubhatunga (867–)
- Dhruva III. (-871)

### deHastikundi(près deJodhpur)
- Harivarma
- Vidagdha (916–938)
- Mammata (939–)
- Balaprasada (997)